# مرحله حذفی لیگ قهرمانان اروپا ۱۹–۲۰۱۸
مرحله حذفی لیگ قهرمانان اروپا ۱۹–۲۰۱۸ در ۱۲ فوریه شروع شده و تا ۱ ژوئن ۲۰۱۹ ادامه دارد و در نهایت به فینال مسابقات در ورزشگاه واندا متروپولیتانو در مادرید اسپانیا خواهد رسید و این پایانی است بر لیگ قهرمانان اروپا در فصل ۱۹–۲۰۱۸. در مجموع ۱۶ تیم در مرحله حذفی رقابت می‌کنند.
در این رقابت‌ها برای اولین بار از تکنولوژی VAR (کمک‌داور ویدئویی) استفاده می‌شود.

## تاریخ مراحل و قرعه‌کشی‌ها
برنامه این رقابت‌ها به شرح زیر است (برنامه در مقر یوفا در نیون سوئیس به صورت کاملاً برابر انجام شد).
| دور       | تاریخ قرعه‌کشی  | مسابقه رفت                                        | مسابقه برگشت                                      |
| --------- | -------------- | ------------------------------------------------- | ------------------------------------------------- |
| یک‌هشتم    | ۱۷ دسامبر ۲۰۱۸ | ۱۲–۱۳ و ۱۹–۲۰ فوریه ۲۰۱۹                          | ۵–۶ و ۱۲–۱۳ مارس ۲۰۱۹                             |
| یک‌چهارم   | ۱۵ مارس ۲۰۱۹   | ۱۰–۹ آوریل ۲۰۱۹                                   | ۱۷–۱۶ آوریل ۲۰۱۹                                  |
| نیمه‌نهایی | ۱۵ مارس ۲۰۱۹   | ۳۰ آوریل – ۱ مه ۲۰۱۹                              | ۷–۸ مه ۲۰۱۹                                       |
| فینال     | ۱۵ مارس ۲۰۱۹   | ۱ ژوئن ۲۰۱۹ در ورزشگاه واندا متروپولیتانو، مادرید | ۱ ژوئن ۲۰۱۹ در ورزشگاه واندا متروپولیتانو، مادرید |

## تیم‌های راه‌یافته
| گروه | سرگروه‌ها (سید تیم‌های اول گروه) | تیم‌های دوم صعود کننده (سید تیم‌های دوم گروه) |
| ---- | ------------------------------ | ------------------------------------------- |
| A    | بروسیا دورتموند                | اتلتیکو مادرید                              |
| B    | بارسلونا                       | تاتنهام هاتسپر                              |
| C    | پاری سن ژرمن                   | لیورپول                                     |
| D    | پورتو                          | شالکه ۰۴                                    |
| E    | بایرن مونیخ                    | آژاکس                                       |
| F    | منچسترسیتی                     | لیون                                        |
| G    | رئال مادرید                    | رم                                          |
| H    | یوونتوس                        | منچستریونایتد                               |

## مرحله یک‌هشتم نهایی
در ۱۷ دسامبر ۲۰۱۸ قرعه‌کشی این مرحله بین ۱۶ تیم برتر انجام شد.

### نتایج
مسابقات دور رفت این مرحله در تاریخ‌های ۱۲، ۱۳، ۱۹ و ۲۰ فوریه و مسابقات دور برگشت نیز در تاریخ‌های ۵، ۶، ۱۲ و ۱۳ مارس برگزار خواهند شد.

| تیم ۱          | نتیجه‌نهایی | تیم ۲           | بازی رفت | بازی برگشت |
| -------------- | ---------- | --------------- | -------- | ---------- |
| شالکه ۰۴       | ۲–۱۰       | منچسترسیتی      | ۲–۳      | ۰–۷        |
| اتلتیکو مادرید | ۲–۳        | یوونتوس         | ۲–۰      | ۰–۳        |
| منچستر یونایتد | ۳–۳ (گ.ز.) | پاری سن ژرمن    | ۰–۲      | ۳–۱        |
| تاتنهام هاتسپر | ۴–۰        | بروسیا دورتموند | ۳–۰      | ۱–۰        |
| لیون           | ۵–۱        | بارسلونا        | ۰–۰      | ۵–۱        |
| رم             | ۳–۴        | پورتو           | ۲–۱      | ۱–۳ (و.ا.) |
| آژاکس          | ۵–۳        | رئال مادرید     | ۱–۲      | ۴–۱        |
| لیورپول        | ۱–۳        | بایرن مونیخ     | ۰–۰      | ۳–۱        |

## یک چهارم نهایی
قرعه‌کشی این مرحله بین هشت تیم برتر مرحله قبلی در تاریخ ۱۵ مارس ۲۰۱۹ برگزار خواهد شد.
مسابقات رفت در ۹ و ۱۰ آوریل و مسابقات برگشت نیز در تاریخ ۱۶ و ۱۷ آوریل ۲۰۱۹ برگزار شد.

تیم‌های راه‌یافته
- منچسترسیتی
- منچستریونایتد
- تاتنهام هاتسپر
- یوونتوس
- آژاکس
- پورتو
- لیورپول
- بارسلونا

| تیم ۱          | نتیجه‌نهایی | تیم ۲       | بازی رفت | بازی برگشت |
| -------------- | ---------- | ----------- | -------- | ---------- |
| لیورپول        | ۶–۱        | پورتو       | ۲–۰      | ۴–۱        |
| تاتنهام        | ۴–۴ (گ.ز.) | منچستر سیتی | ۱–۰      | ۳–۴        |
| منچستر یونایتد | ۰–۴        | بارسلونا    | ۰–۱      | ۰–۳        |
| آژاکس          | ۳–۲        | یوونتوس     | ۱–۱      | ۲–۱        |

## نیمه نهایی
قرعه‌کشی این مرحله بین ۴ تیم پایانی تورنمنت در روز ۱۵ آوریل ۲۰۱۸ انجام خواهد شد (بعد از قرعه‌کشی مرحله یک‌چهارم نهایی).
مسابقات رفت روزهای ۳۰ آوریل و ۱ مه و مسابقات برگشت روزهای ۷ و ۸ مه ۲۰۱۹ برگزار خواهند شد.

## فینال
فینال مسابقات در تاریخ ۱ ژوئن ۲۰۱۹ در ورزشگاه واندا متروپولیتانو واقع در مادرید برگزار خواهد شد. تیم «میزبان» (جهت اهداف سازمانی) با یک قرعه‌کشی اضافی که بعد از مسابقات مرحله یک‌چهارم نهایی و نیمه نهایی انجام خواهد شد تعیین می‌شود.
| تاتنهام | ۰–۲   | لیورپول                       |
| ------- | ----- | ----------------------------- |
|         | گزارش | صلاح ۲' (پنالتی) · اوریگی ۸۷' |